# Nicolas Brûlart de Sillery
Nicolas Brûlart de Sillery (Parigi, 17 dicembre 1544 – Sillery, 1º ottobre 1624) è stato un politico e nobile francese.

## Biografia

Nicolas Brûlart de Sillery negli anni della maturità in una stampa d'epoca

Discendente da una famiglia di magistrati, Nicolas Brûlart de Sillery era il figlio primogenito di Pierre III Brûlart, signore di Berny, consigliere del parlamento, e di sua moglie, Marie Cauchon, signora di Sillery e Puisieux.
Divenne consigliere del parlamento di Parigi dal 18 giugno 1568, consigliere del re dal 30 maggio 1573 e poi maestro delle richieste nel 1574, presidente della camera delle inchieste dal 18 dicembre 1584 e presidente del parlamento di Parigi dal 24 febbraio 1597, dopo la morte di Jean Le Maistre, comprando la carica per la somma di 16.000 scudi.
Contemporaneamente svolse la carriera diplomatica per conto di Enrico III di Francia che lo incaricò di una missione speciale in Svizzera nel 1589. Sotto Enrico di Navarra tornò a negoziare con gli Svizzeri ed i Grigioni nel 1595 e nel 1602. Nel 1598 assistette il cancelliere de Bellièvre nei negoziati per la firma della pace di Vervins tra Francia, Spagna e ducato di Savoia. Ottenne dal papa l'annullamento del matrimonio di Enrico IV e Margherita di Valois, e finalizzò le nuove nozze del re con Maria de' Medici. Negoziò col presidente Jeannin  il Trattato di Lione, che pose fine al conflitto franco-savoiardo dal 17 gennaio 1601.
Venne nominato guardasigilli di Francia nel dicembre del 1604, prestando giuramento il 3 gennaio successivo, divenendo poi cancelliere della Navarra in quello stesso anno e cancelliere di Francia il 10 settembre 1607, succedendo in quest'ultima carica a Pomponne de Bellièvre.
Vicino a Maria de' Medici, condividendo con lei la necessità di un riavvicinamento alla Spagna, cercò di convincere re Enrico IV a orientarsi verso tale tesi, ma invano. Nel 1610, subito dopo l'assassinio di Ravaillac, fece dichiarare reggente la regina Maria de' Medici e licenziò il principe del sangue Enrico II di Borbone-Condé. Entrò però in conflitto con Concino Concini, che riuscì a convincere la regina per farsi restituire la carica di guardasigilli il 28 aprile 1616 a Tours.
Rimase cancelliere di Francia a vita, ma venne in pratica privato di ogni strumento per governare. Nel 1624 si ritirò nella sua tenuta di Sillery,  che era stata eretta a marchesato dal 1619,  e dove morì il 1º ottobre 1624, all'età di 79 anni. Venne sepolto a Marines, nei pressi di Pontoise.

## Matrimonio e figli
Il 24 novembre 1574 sposò Claude Prudhomme, figlia di Louis, signore di Fontenay-en-Brie, tesoriere di Rouen, e di sua moglie Marie de Lhuillier de Boullencourt. Da questa unione nacquero i seguenti figli: 
- Pierre IV Brûlart de Sillery, segretario di stato
- Henry (v.1586-1602)
- Nicolas, morto a sei mesi di vita
- Marie, religiosa presso le Filles-Dieu di Parigi, morta nel 1628
- Isabeau, sposò il 30 luglio 1601 il nobile Gaspard Dauvet des Marêts
- Claude, sposò nel 1605 il nobile Nicolas de Bellièvre
- Charlotte e Magdeleine, morte giovani